# Anne Clark/Diskografie
Diese Diskografie ist eine Übersicht über die musikalischen Werke der britischen Songwriterin, Sängerin und Pianistin Anne Clark.

## Alben

### Studioalben
| Jahr | Titel                                                | Höchstplatzierung, Gesamtwochen, AuszeichnungChartsChartplatzierungen (Jahr, Titel, Platzierungen, Wochen, Auszeichnungen, Anmerkungen) | Anmerkungen |
| Jahr | Titel                                                | DE | Anmerkungen |
| ---- | ---------------------------------------------------- | --- | --- |
| 1982 | The Sitting Room                                     | — | aufgenommen in den Pathway Studios London, Juni 1982 produziert von Anne Clark, A Cluel Memory und Chris Stone                          |
| 1983 | Changing Places                                      | — | aufgenommen in den Denmark Street Studios, London, März und April 1983 Komposition: Seite 1 – David Harrow, Seite 2 – Vini Reilly       |
| 1984 | Joined Up Writing                                    | — | Seite 1 aufgenommen im Wickham Studio in Croydon, Februar und März 1984, Seite 2 aufgenommen im Barge Studio in Maida Vale, August 1984 |
| 1985 | Pressure Points                                      | DE35 (7 Wo.)DE | aufgenommen in The Garden Studio London, Juli 1985 bis auf The Power Game im März 1985 im The Point Studio London                       |
| 1987 | Hopeless Cases                                       | DE52 (1 Wo.)DE | aufgenommen in The Basement, F2 und The Point Studios in London                                                                         |
| 1991 | Unstill Life                                         | — | |
| 1993 | The Law Is an Anagram of Wealth                      | DE81 (6 Wo.)DE | aufgenommen in Oslo, Coventry und London zwischen Juli und Dezember 1992                                                                |
| 1995 | To Love and Be Loved                                 | DE54 (6 Wo.)DE | |
| 1998 | Just After Sunset – The Poetry of Rainer Maria Rilke | — | Anne Clark & Martyn Bates; Re-Release 2002 aufgenommen in den Thein Studios Bremen, Februar 1998                                        |
| 2008 | The Smallest Acts of Kindness                        | — | Erstveröffentlichung: 26. September 2008                                                                                                |
| 2018 | Homage – The Silence Inside                          | — | Erstveröffentlichung: 19. November 2018, produziert von Anne Clark und Thomas Rückoldt                                                  |
| 2021 | Synaesthesia – Classics Re-Worked                    | DE43 (1 Wo.)DE | Erstveröffentlichung: 28. Mai 2021 |

### Livealben
- 1988: R.S.V.P. (aufgenommen im Music Centrum Utrecht, Holland, 5. Mai 1987)
- 1992: Unstill Darkness (aufgenommen im Metropol, Berlin)
- 1994: Psychometry (Anne Clark and friends; live aufgenommen in der Passionskirche in Berlin und gemischt in den Thein Studios Bremen)
- 2003: From the Heart – Live in Bratislava (aufgenommen in den Studios von Slovenský rozhlas in der Slowakei während der European Acoustic Tour am 17. November 2002)
- 2012: Enough (Anne Clark und Murat Parlak: Live im Dynamo in Zürich bei drei Konzerten am 11., 12. und 13. Mai 2012, nur im Direktvertrieb während der Tour Ende 2012)[3]

### Kompilationen
- 1986: Trilogy (Zusammenstellung der ersten drei Alben)
- 1986: Terra Incognita (Zusammenstellung von auf zuvor veröffentlichten Alben erschienener Stücke für den spanischen Markt, Re-Release UK 1989)
- 1986: An Ordinary Life
- 1991: The Last Emotion (Zusammenstellung der ersten drei Alben)
- 1994: The Best of Anne Clark
- 1996: The Nineties (A Fine Collection)
- 2003: Dream Made Real
- 2007: Remix Collection
- 2010: The Very Best Of

### Remixalben
| Jahr | Titel                             | Höchstplatzierung, Gesamtwochen, AuszeichnungChartsChartplatzierungen (Jahr, Titel, Platzierungen, Wochen, Auszeichnungen, Anmerkungen) | Anmerkungen                         |
| Jahr | Titel                             | DE | Anmerkungen                         |
| ---- | --------------------------------- | --- | ----------------------------------- |
| 1997 | Wordprocessing: The Remix Project | DE51 (5 Wo.)DE | Erstveröffentlichung: 23. Juni 1997 |

## Singles
| Jahr | Titel Album                  | Höchstplatzierung, Gesamtwochen, AuszeichnungChartsChartplatzierungen (Jahr, Titel, Album, Platzierungen, Wochen, Auszeichnungen, Anmerkungen) | Anmerkungen                    |
| Jahr | Titel Album                  | DE | Anmerkungen                    |
| ---- | ---------------------------- | --- | ------------------------------ |
| 1984 | Our Darkness –               | DE24 (14 Wo.)DE |                                |
| 1997 | Our Darkness ’97 –           | DE56 (5 Wo.)DE |                                |
| 2002 | The Hardest Heart –          | DE22 (9 Wo.)DE | Blank & Jones feat. Anne Clark |
| 2003 | Sleeper in Metropolis 3000 – | DE38 (7 Wo.)DE |                                |

Weitere Singles
- 1984: Sleeper in Metropolis
- 1984: Self Destruct
- 1985: Sleeper in Metropolis (Remix mit David Harrow)
- 1985: Wallies
- 1985: Heaven
- 1986: True Love Tales
- 1987: Hope Road
- 1987: Homecoming
- 1988: Our Darkness/Sleeper in Metropolis/Self Destruct
- 1990: Abuse
- 1991: Counter Act
- 1991: Counter Act (Remixes)
- 1992: If I Could/Our Darkness (Remix)
- 1993: The Haunted Road: Travelogue Mixes
- 1994: Elegy for a Lost Summer
- 1994: Elegy for a Lost Summer (Remixes)
- 1996: Letter of Thanks to a Friend (Bill Laswell Remixes)
- 1997: Sleeper in Metropolis (’97 Remixes)
- 1998: Wallies (Night of the Hunter) (’98 Remixes)

## Videoalben
| Jahr | Titel                                       | Anmerkungen |
| ---- | ------------------------------------------- | --- |
| 1992 | Iron Takes the Place of Air: Live in Berlin | Live-Video vom Konzert im Metropol, Berlin; SPV |
| 2008 | Full Moon                                   | Musikvideo zum gleichnamigen Song, produziert von Isle of Clips                                                                                     |
| 2009 | Anne Clark Live                             | Live-Video, produziert von Ulrike Zimmermann, aufgenommen im Frankfurter Hof in Mainz; 1 DVD HD Video 16:9 und Ton in Dolby Digital Ex 6.1 und 1 CD |

## Hörbücher
- 2004: Notes Taken, Traces Left (Hörbuch mit 2 CDs, enthält Songtexte und Kommentare, vgl. das gleichnamige Buch)

## Statistik

### Chartauswertung
|                     | DE    |
| ------------------- | ----- |
| Nummer-eins-Alben   | DE—DE |
| Top-10-Alben        | DE—DE |
| Alben in den Charts | DE6DE |

|                       | DE    |
| --------------------- | ----- |
| Nummer-eins-Singles   | DE—DE |
| Top-10-Singles        | DE—DE |
| Singles in den Charts | DE4DE |